# Distrito de Zhemgang
El Distrito de Zhemgang es uno de los veinte distritos (dzongkhags) en que se divide Bután. Cubre un área de 2416 km² y contaba con una población de 18.636 habitantes en 2005 y de 17.500 en 2019. Su capital es Zhemgang.

## Geografía

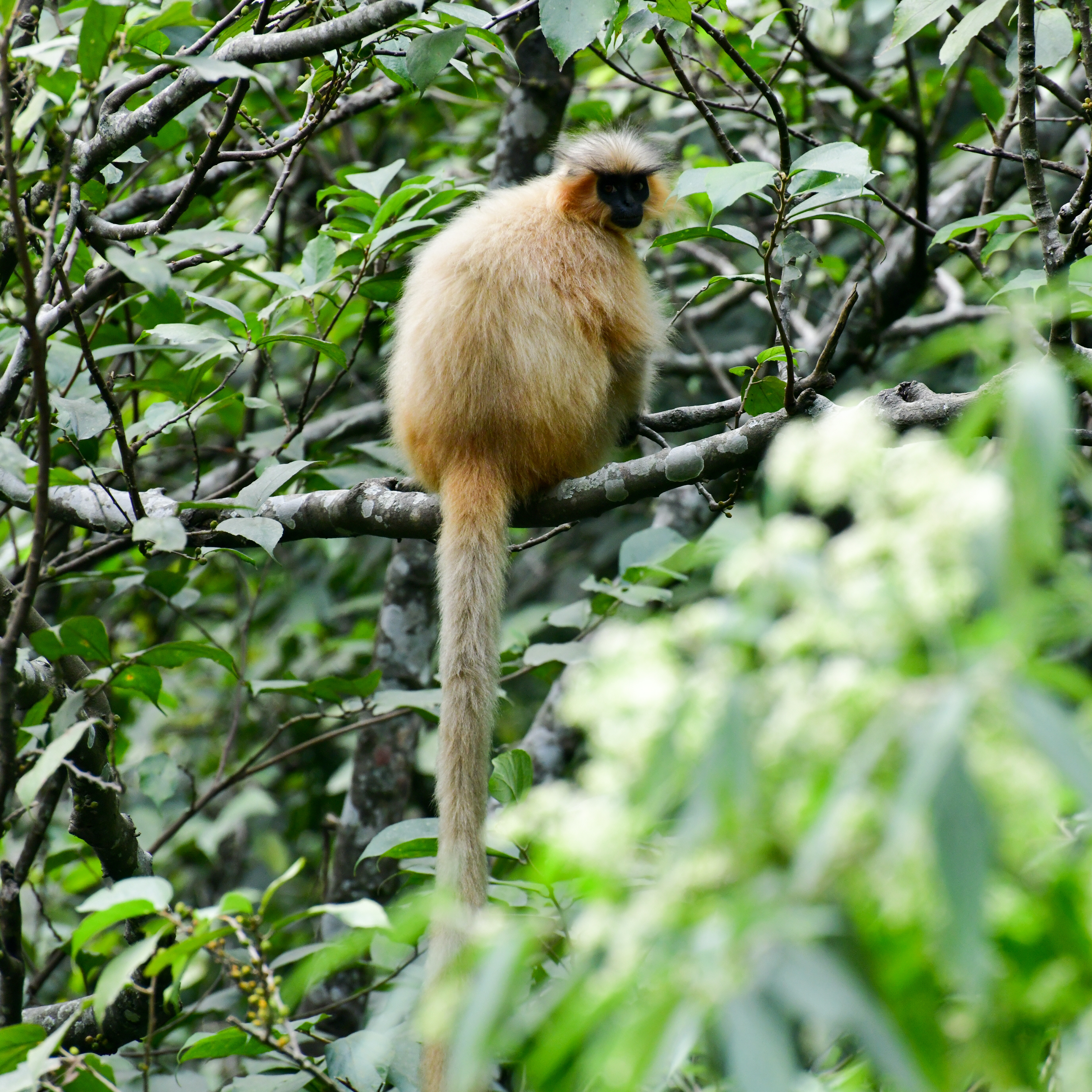
Un langur dorado en Zhemgang

El dzongkhag limita con los distritos de Sarpang, Trongsa, Bumthang, Mongar y Samdrup Jongkhar, y comparte la frontera sur con Assam, en la India. Zhemgang cuenta con tres zonas principales, que dividen la región de norte a sur entre tierras altas, medias y medias-bajas. Aunque gran parte del distrito tiene condiciones climáticas cálidas y húmedas, las regiones septentrionales tienen temperaturas moderadamente frescas.

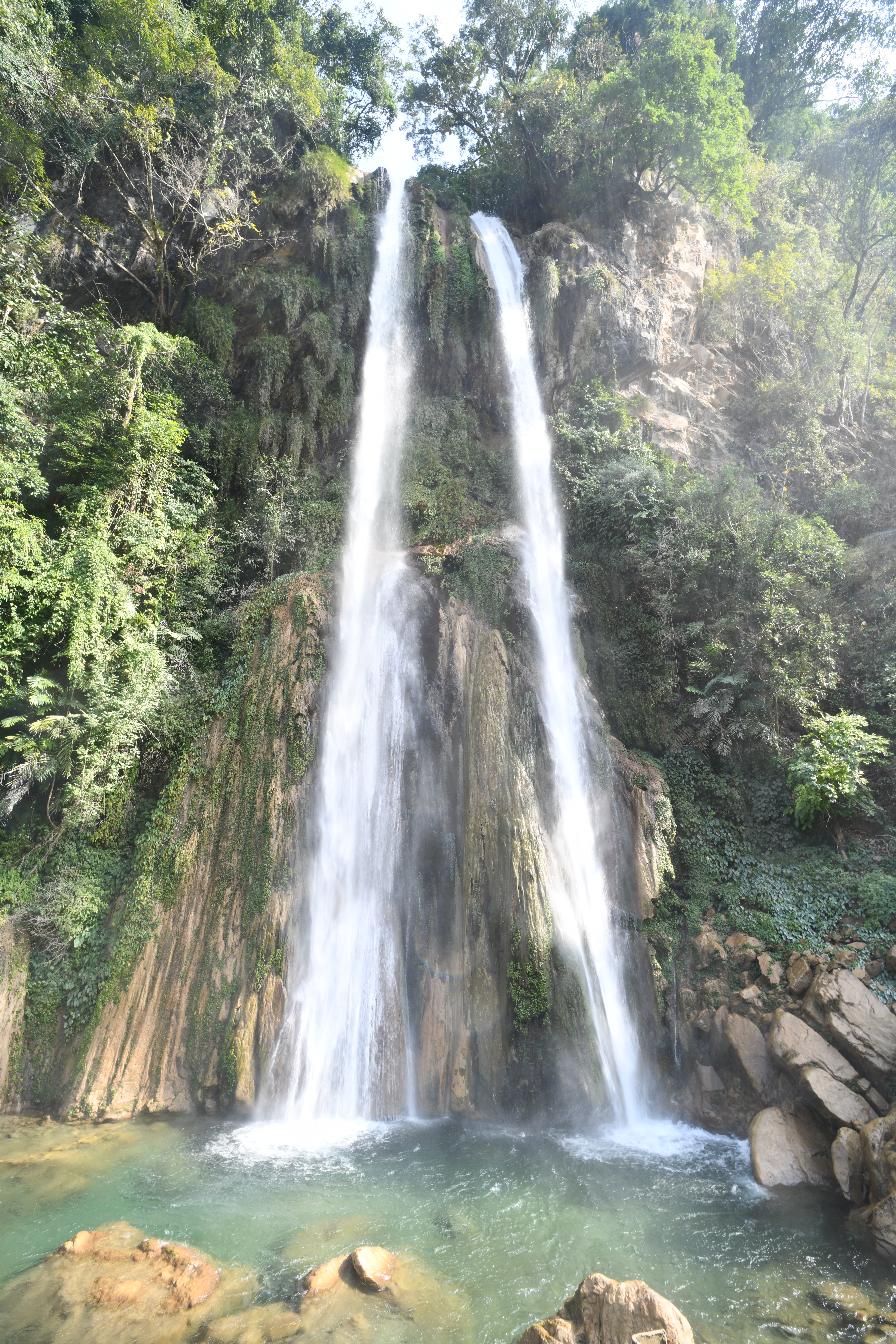
Las cascadas gemelas

La mayor parte del distrito de Zhemgang forma parte de las áreas protegidas de Bután. Las regiones ambientalmente protegidas de este distrito incluyen el parque nacional de Jigme Singye Wangchuck (en el gewog de Trong) y el parque nacional real de Manas (abarca los gewogs de Ngangla, Pangkhar y Trong), que ocupan gran parte del oeste. Estas zonas se conectan con el parque nacional de Thrumshingla en el norte (los gewogs de Nangkor y Shingkhar) a través de un corredor biológico que divide a Zhemgang en dos. Sus frondosos bosques albergan 22 especies de animales en peligro de extinción, incluido el langur dorado. Del mismo modo, uno de los puntos más visitados del distrito es el lago Buli Tsho. También destacan las cascadas gemelas, en el gewog de Goshing.

## Cultura

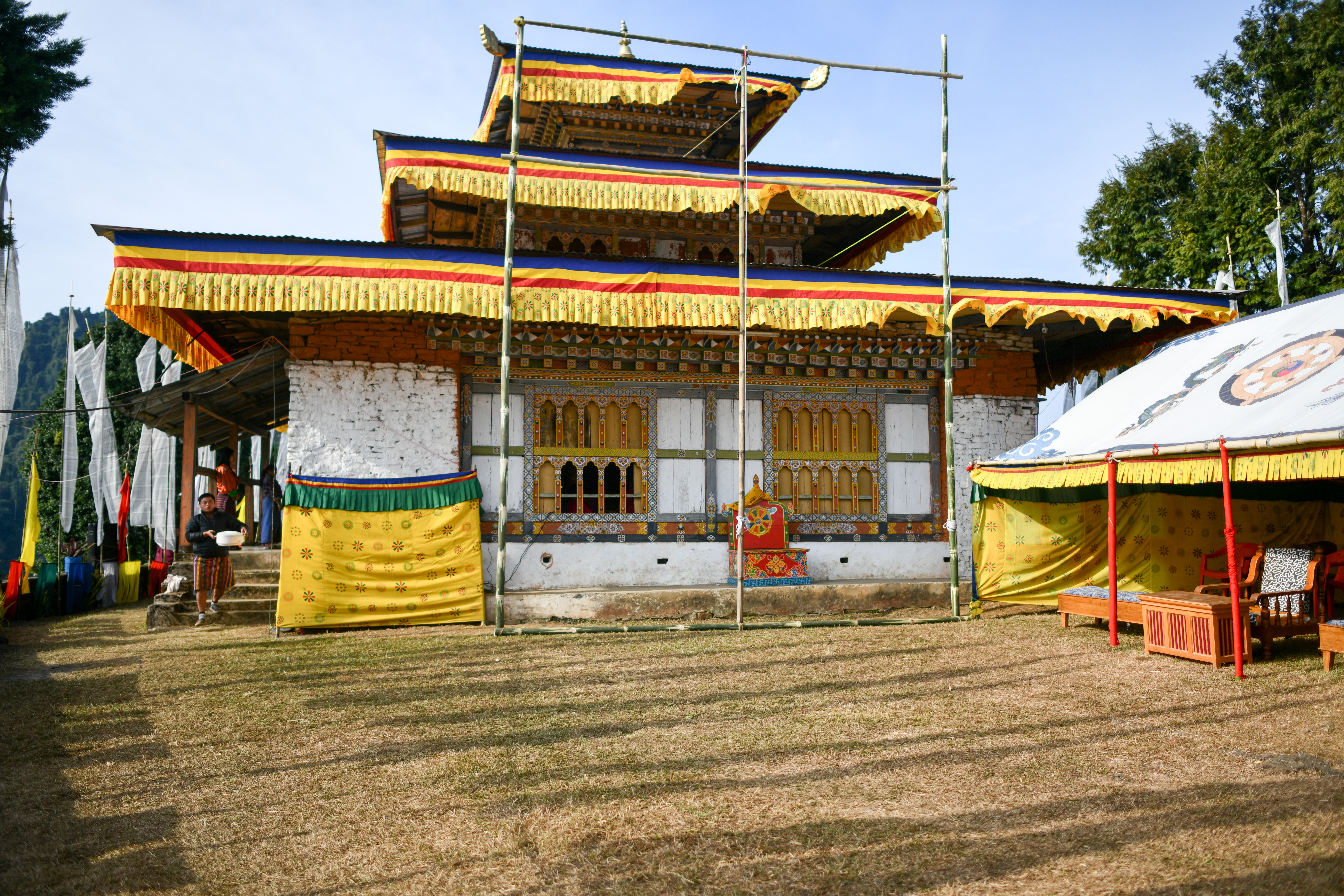
El lhakhang Ngangla Trong, Panbang

El Lama Zhang Dorje Drakpa, que vivió en el siglo XII, fundó el dzong de Zhemgang. Originario del Tíbet, el Lama viajó al actual Zhemgang en 1163. En 1655, se construyó un dzong de un piso en el lugar de una ermita para defenderse de los invasores.

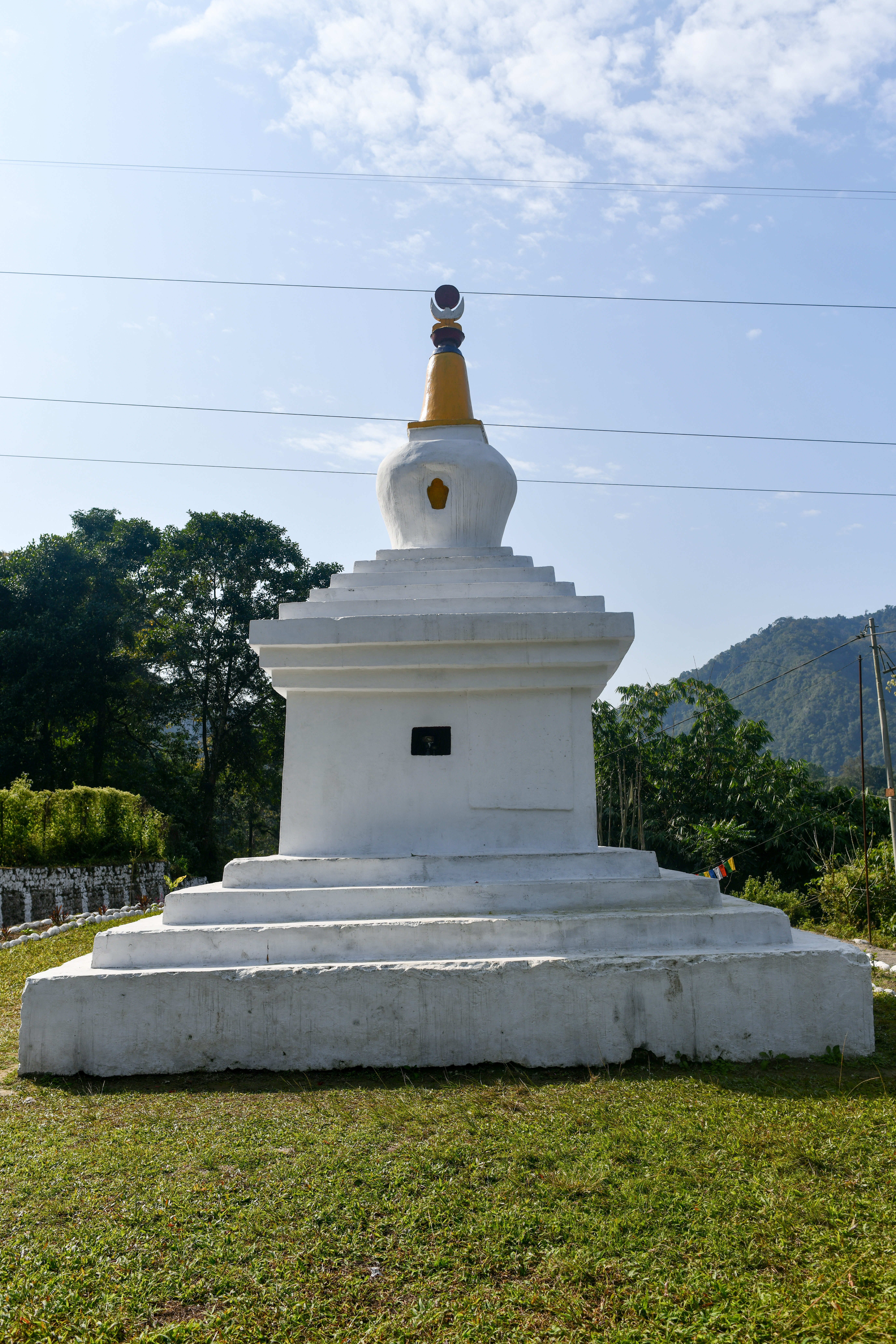
Un chörten en Panbang

Zhemgang se destaca por ser una de las últimas regiones donde aún se llevan a cabo antiguas prácticas religiosas bon (animistas). Aunque el budismo ha ido creciendo en popularidad, aún continúan con tradiciones animistas y los sacerdotes bon conocidos como Bonpo se consideran líderes religiosos respetados. Los habitantes de Zhemgang destacan en la elaboración de diversos productos de bambú, como Bangchungs (tazones de bambú enmarañados), Palangs (envases de alcohol), Balaks (sombreros), esteras y cajas. También son alfareros y sus productos de barro fueron muy apreciados en todo el país en el pasado.

## Economía
La gente del dzongkhag cultiva principalmente maíz, arroz, trigo sarraceno, mijo, cebada y patatas, entre otros. Las naranjas son la principal fuente de ingresos en efectivo para los condados del sur y el centro del distrito. Los gewogs del norte dependen principalmente de los productos pecuarios como fuente de ingresos.

## Condados
El distrito de Zhemgang está dividido en ocho condados (gewogs):
- Bardho
- Bjoka
- Goshing
- Nangkor
- Ngangla
- Pangkhar
- Shingkhar
- Trong